# ورزشگاه مرکزی گومل
ورزشگاه مرکزی گومل (به لاتین: Central Stadium) یک ورزشگاه فوتبال در بلاروس است که در منطقه گومل واقع شده‌است.